# Agnomyax nana
Agnomyax nana är en musselart som först beskrevs av Powell 1958.  Agnomyax nana ingår i släktet Agnomyax och familjen Tellinidae. Inga underarter finns listade i Catalogue of Life.